# Puigmal (mitología)
En la mitología catalana el Puigmal dominaba las montañas del valle de Ribes (Ripollés) (tradicionalmente se denominaba "amo y señor"). Se lo describe siempre vestido de nieve y considera el protector de árboles y animales, a los que defiende ante las agresiones de los humanos.
Se explica que un día ordeñando a un gamo, al frotarse las manos llenas de leche sobre su vestido de nieve la convirtió en queso que ofreció a un mortal advirtiéndole que, mientras no se lo acabara todo, el queso volvería a crecer y los humanos podrían alimentarse toda la vida sin matar animales.
Sobre enseñar que es el queso a los humanos hay un mito parecido, el gigante de nieve llamado Aneto; en Benasque (Aragón) se dice que las noches de mucho viento se oyen los clamores del Aneto convertido en montaña y arrepentido de no haber ayudado a Jesucristo.